# Klášter Poganovo
Klášter Poganovo (srbsky Mанастир Погановo, romanizovaně Manastir Poganovo) je srbský pravoslavný monastýr, který se nachází v soutěsce řeky Jermy u vesnice Poganovo v obci Dimitrovgrad v Srbsku.
Stěny chrámu zdobí zachované fresky s církevně-slovanskými nápisy, namalované mistry ze severního Řecka. Klášter je od roku 1949 chráněn Srbskem a v roce 1979 byl prohlášen za kulturní památku velkého významu.

## Historie a popis
Klášter založil srbský magnát Konstantin Dejanović Dragaś roku 1390 25 km jihovýchodně od města Pirot uprostřed divoké, malebné krajiny kaňonu řeky Jerma. Až do roku 1927 byl kaňon zcela neprůchodný, což klášter zachránilo před zničením. O dokončení kláštera se po Konstantinově smrti roku 1395 postarala jeho dcera, východořímská císařovna Helena Dragaš.
Klášterní komplex byl vystavěn z kamenů a cihel, sedmiboká kupole byla umístěna nad střední částí chrámu, zatímco zvonice stojí na jeho západní straně. Fresky zdobící stěny kláštera byly dokončeny roku 1499 řeckými mistry a patří mezi skutečná umělecká díla na Balkáně té doby. Na freskách jsou zobrazeny události velkých církevních svátků, umučení Ježíše Krista, scény ze života Panny Marie, srbští světci a balkánští poustevníci.
Tzv. dvojitá ikona zobrazující svatou Pannu Marii a svatého Jana Teologa je jednou z nejkrásnějších ikon 15. století, kterou jako dar věnovala Helena Dragaś, manželka byzantského císaře Manuela II. Palaiologa, klášteru Poganovo jako památku na zahynutí jejího otce Konstantina roku 1395 v bitvě u Rovine. Vzácná ikona byla v klášteře uchovávána až do první světové války a poté byla přemístěna do muzea ikon v chrámu svatého Alexandra Něvského v bulharské Sofii, kam umístili také krásný klášterní ikonostas ze 17. století řezbáře Debara.

## Galerie

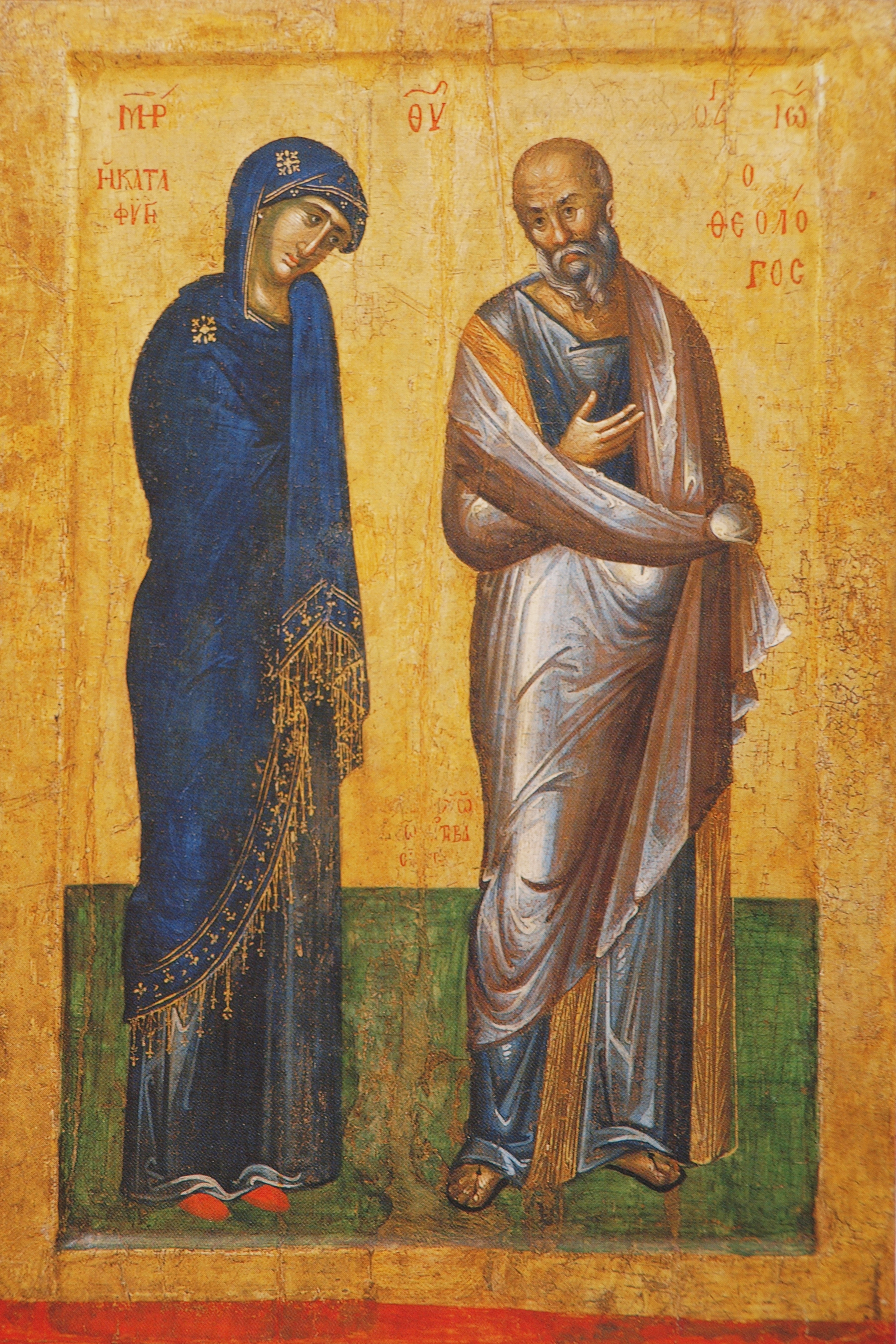
Agiosoritissa a svatý Jan, klášter Poganovo
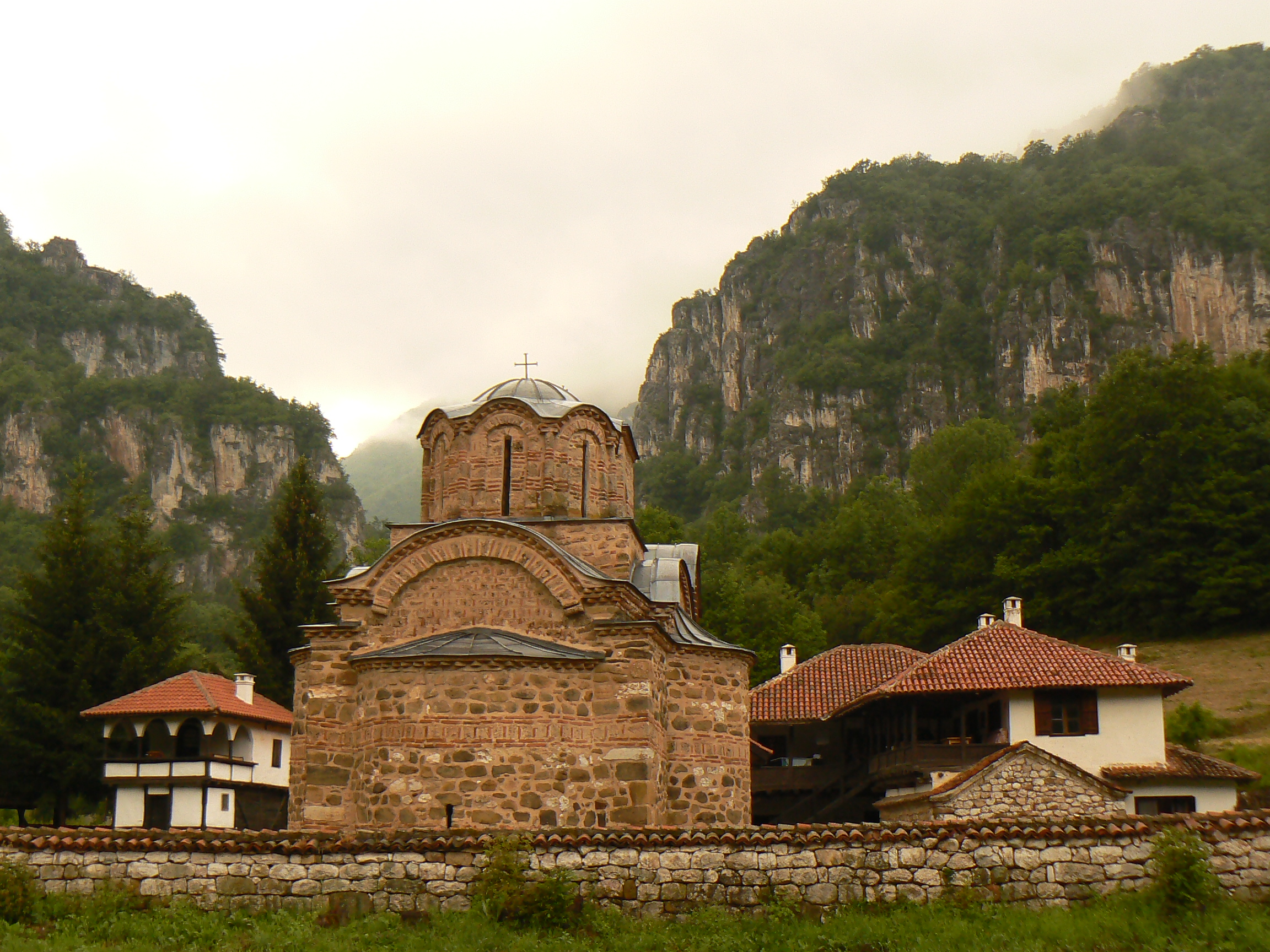
Monastýr Poganovo v kaňonu řeky Jermy
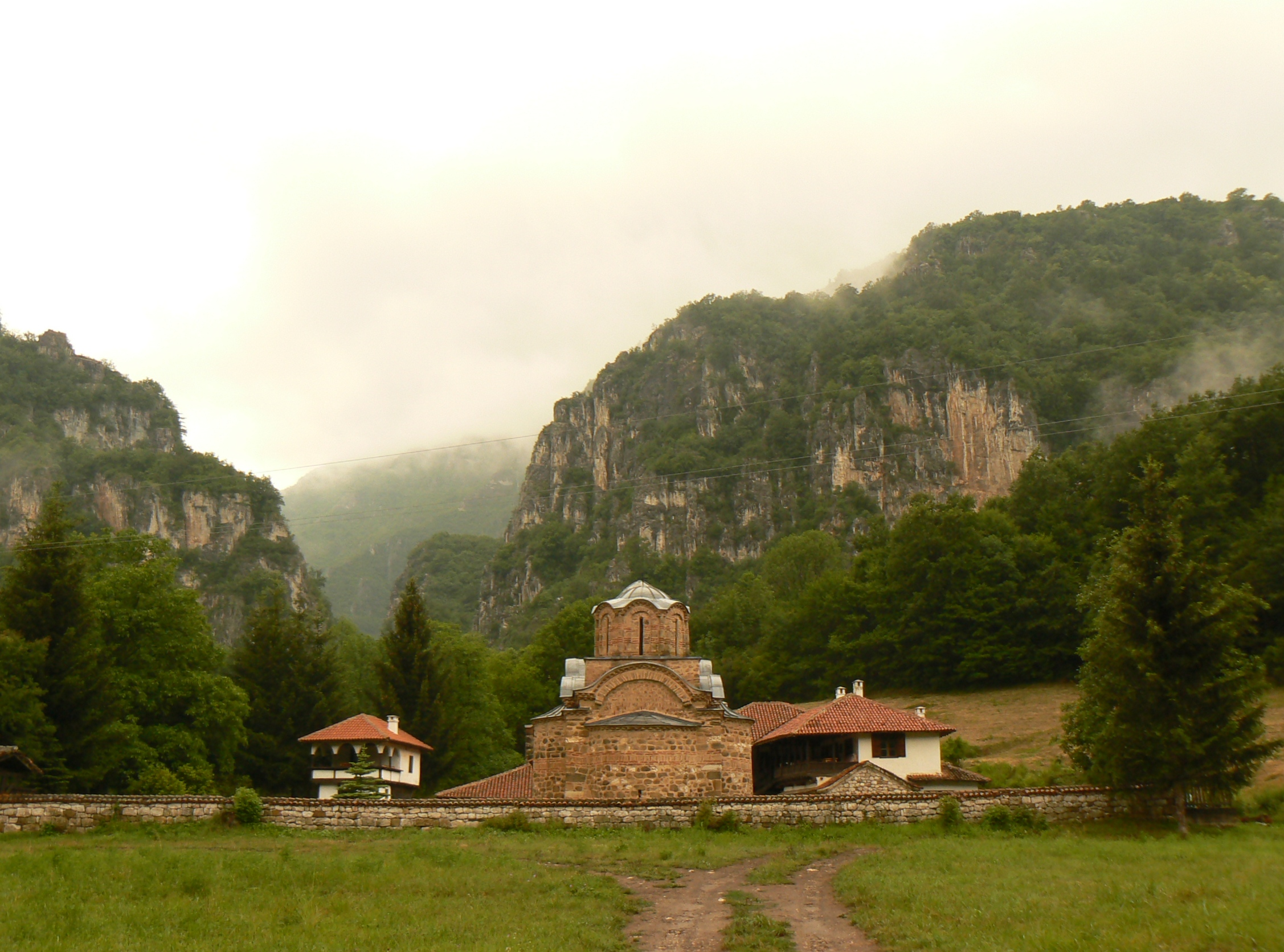
Monastýr Poganovo
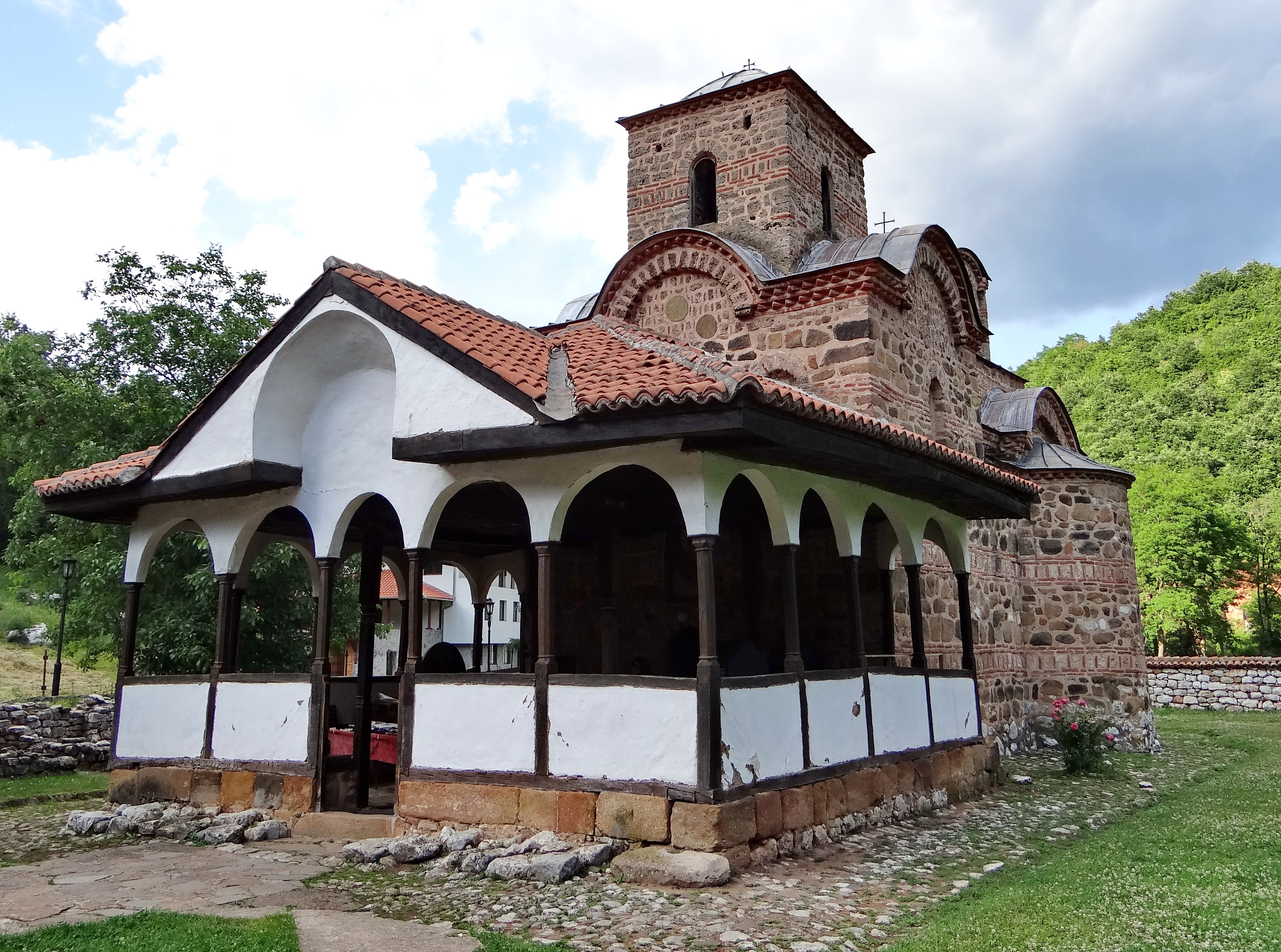
Monastýr Poganovo
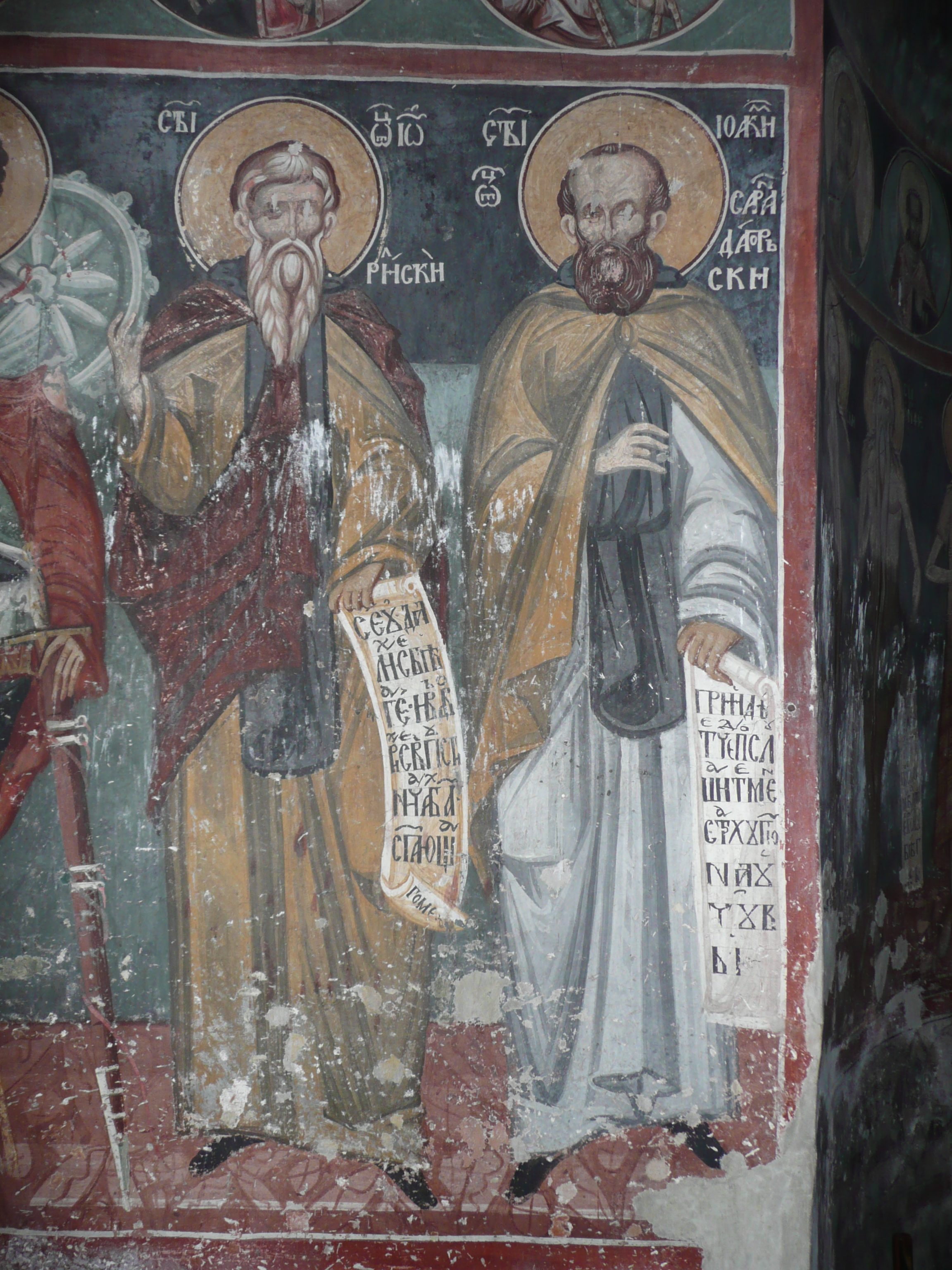
Monastýr Poganovo – sv. Jan Rilský a sv. Joachim z Osogovo, freska
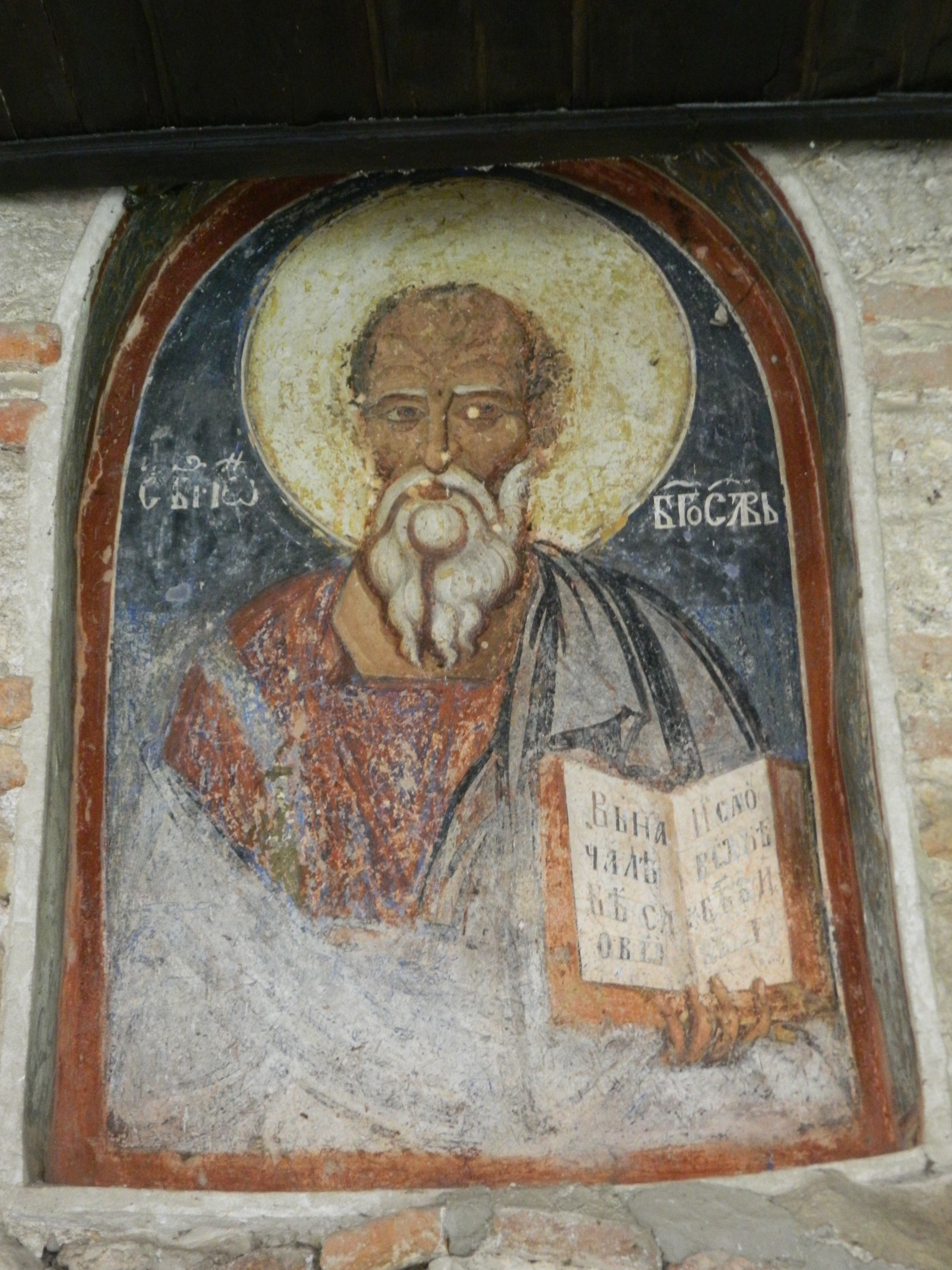
Monastýr Poganovo – sv. Jan Bohoslovec, freska
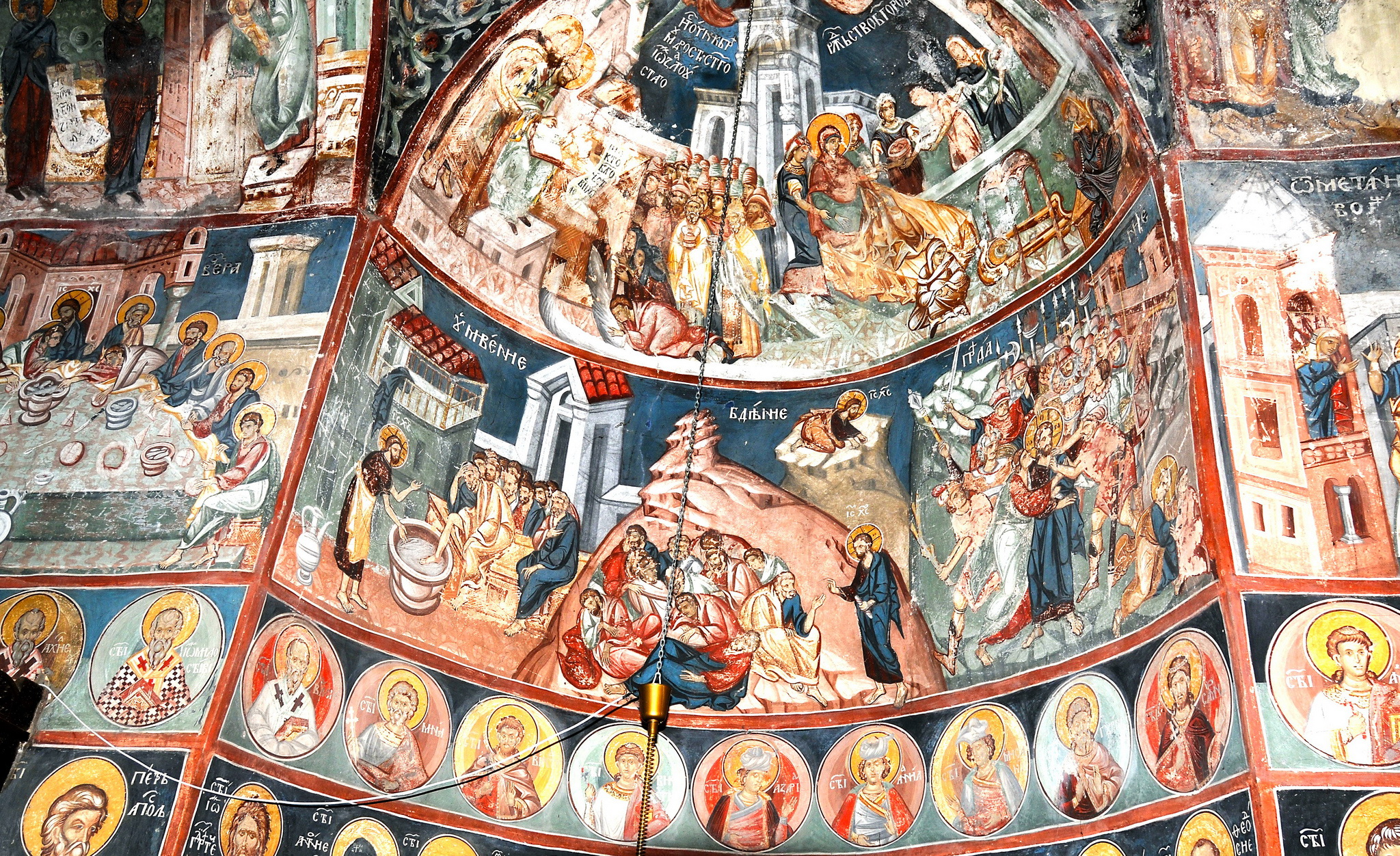
Monastýr Poganovo – vnitřek chrámu
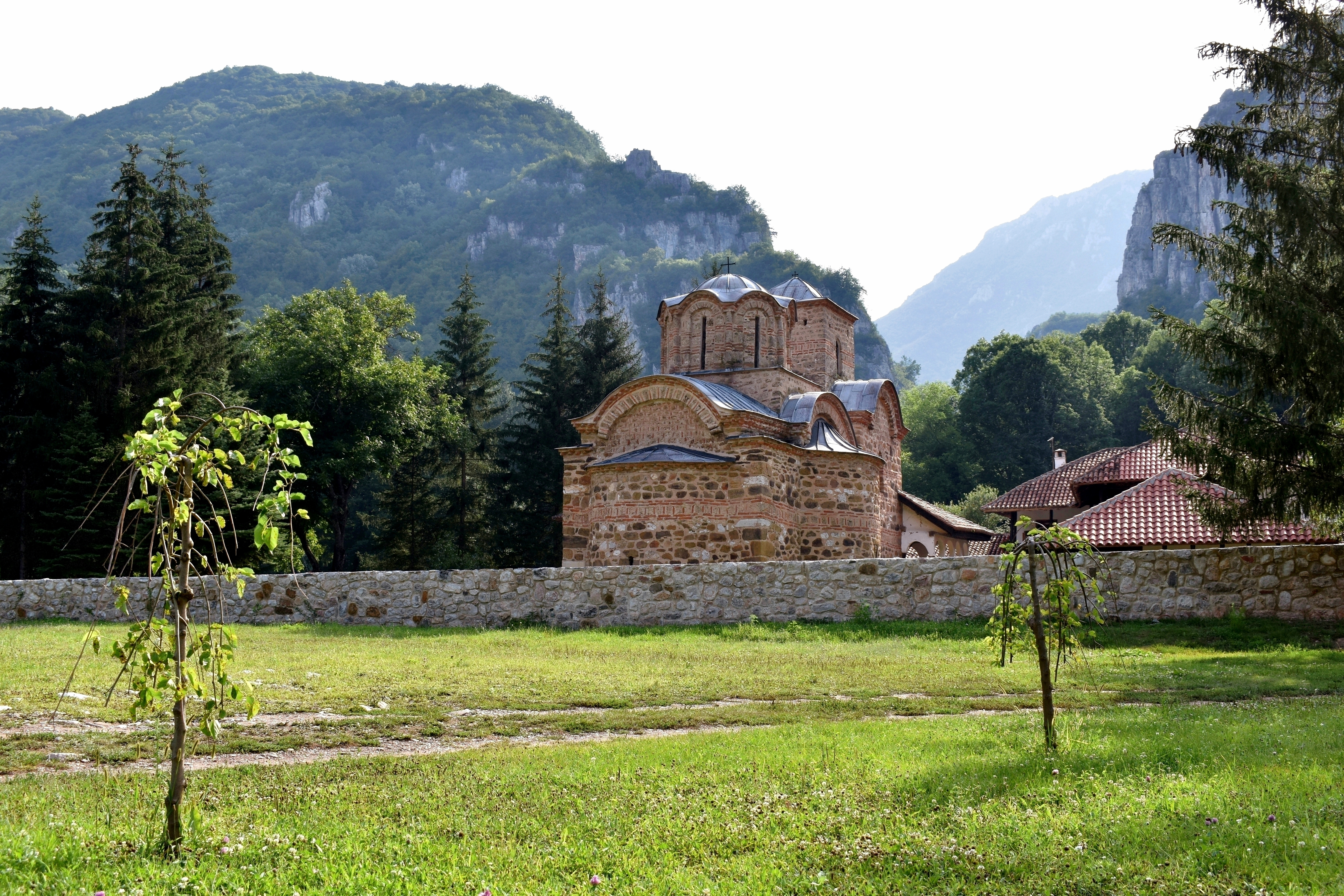
Monastýr svatého Jovana Bogoslova, kaňon Jermy
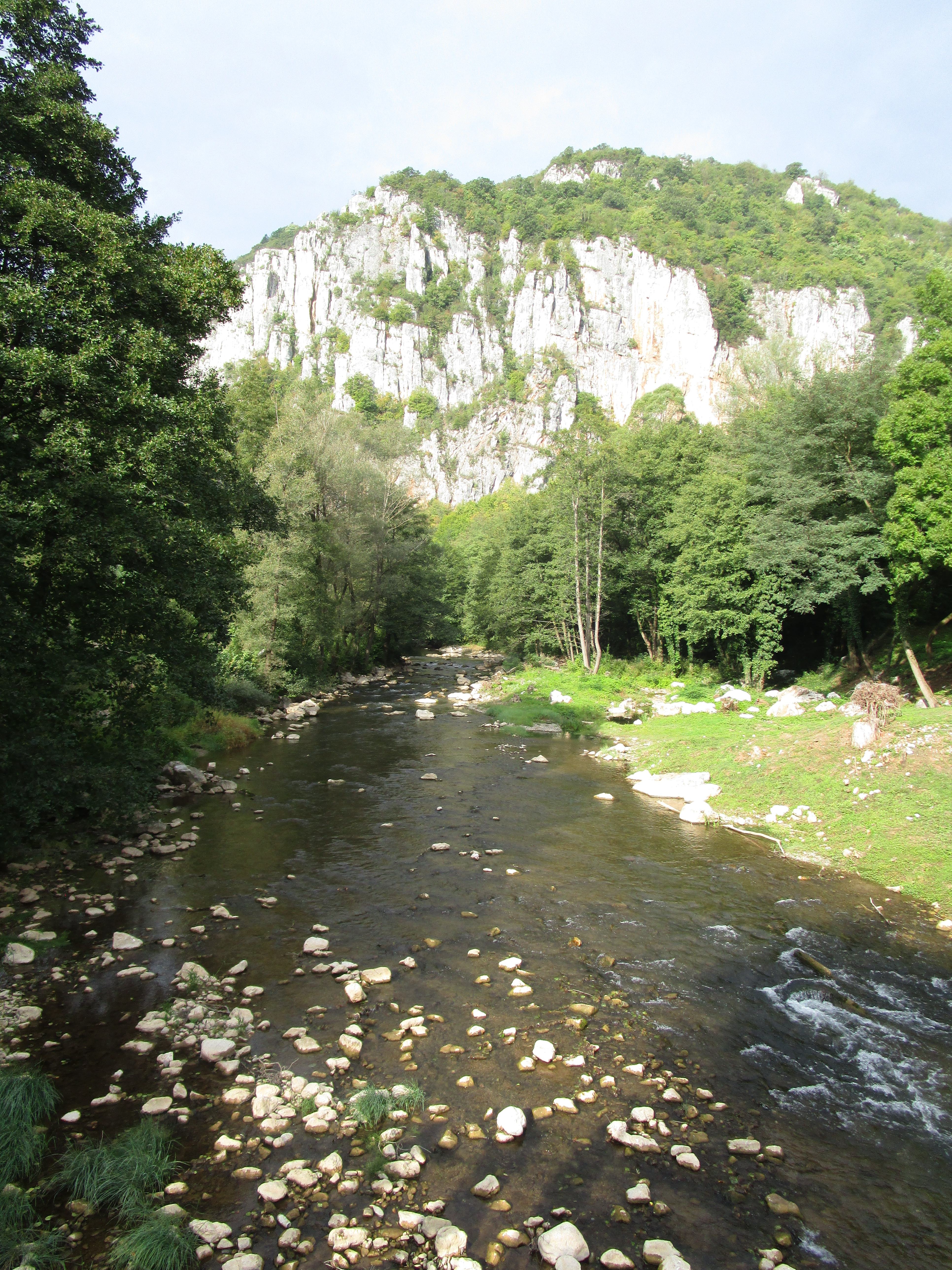
Monastýr Poganovo, kaňon řeky Jerma
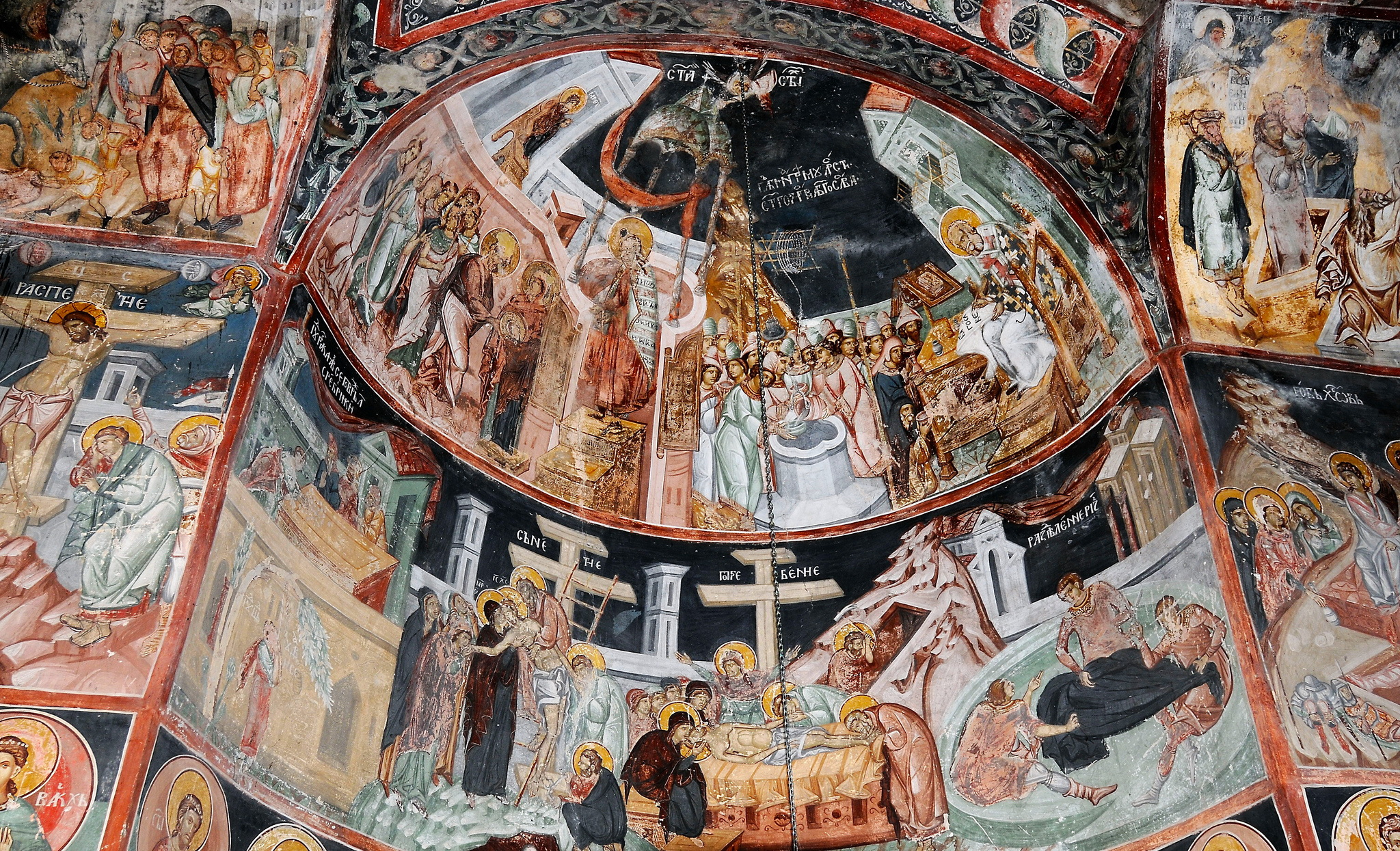
Monastýr Poganovo – fresky uvnitř chrámu